# Herpelmont
Herpelmont település Franciaországban, Vosges megyében. Lakosainak száma 268 fő (2022. január 1.). Herpelmont Beauménil, Jussarupt, Laveline-devant-Bruyères és Laveline-du-Houx községekkel határos.

## Népesség
A település népességének változása:
| Lakosok száma | 271  | 281  | 283  | 282  | 283  | 279  | 278  | 274  | 268  |
|               | 2013 | 2015 | 2016 | 2017 | 2018 | 2019 | 2020 | 2021 | 2022 |